# Allières
Pour l’article ayant un titre homophone, voir Allière.
Allières est une commune française située dans le département de l'Ariège, en région Occitanie.
Localisée dans le nord du département, la commune  fait partie, sur le plan historique et culturel, du Couserans, pays aux racines gasconnes structuré par le cours du Salat (affluent de la Garonne). Incluse dans le parc naturel régional des Pyrénées ariégeoises, la commune possède un patrimoine naturel remarquable composé de deux zones naturelles d'intérêt écologique, faunistique et floristique.
Allières est une commune rurale qui compte 75 habitants en 2022, après avoir connu un pic de population de 308 habitants en 1881. Ses habitants sont appelés les Alliérasois ou Alliérasoises.

## Géographie

### Localisation
- 1Carte dynamique
- 2Carte OpenStreetMap
- 3Carte topographique
- 4Carte avec les communes environnantes

La commune d'Allières se trouve dans le département de l'Ariège, en région Occitanie.
Commune du massif du Plantaurel. Elle fait partie de la communauté de communes Couserans - Pyrénées et du parc naturel régional des Pyrénées ariégeoises.
Elle se situe à 21 km à vol d'oiseau de Foix, préfecture du département, à 19 km de Saint-Girons, sous-préfecture, et à 6 km de La Bastide-de-Sérou, bureau centralisateur du canton du Couserans Est dont dépend la commune depuis 2015 pour les élections départementales.
La commune fait en outre partie du bassin de vie de Foix.
Les communes les plus proches sont : 
Durban-sur-Arize (2,6 km), Montseron (3,9 km), Castelnau-Durban (4,4 km), Le Mas-d'Azil (5,0 km), Clermont (5,3 km), La Bastide-de-Sérou (5,7 km), Larbont (5,7 km), Gabre (6,0 km).
Sur le plan historique et culturel, Allières fait partie du Couserans, pays aux racines gasconnes structuré par le cours du Salat (affluent de la Dordogne), que rien ne prédisposait à rejoindre les anciennes dépendances du comté de Foix.

### Communes limitrophes
| Les communes limitrophes sont La Bastide-de-Sérou, Durban-sur-Arize et Le Mas-d'Azil. Les limites communales de Allières et celles de ses communes adjacentes. | \| \| Le Mas-d'Azil \| \| \| \| Allières \| La Bastide-de-Sérou \| \| Durban-sur-Arize \| \| \| |                     |
| | Le Mas-d'Azil                                                                                   |                     |
| | Allières                                                                                        | La Bastide-de-Sérou |
| Durban-sur-Arize |                                                                                                 |                     |

### Climat
Pour des articles plus généraux, voir Climat de l'Occitanie et Climat de l'Ariège.
En 2010, le climat de la commune est de type climat océanique altéré, selon une étude s'appuyant sur une série de données couvrant la période 1971-2000. En 2020, Météo-France publie une typologie des climats de la France métropolitaine dans laquelle la commune est exposée à un climat de montagne et est dans la région climatique Pyrénées centrales, caractérisée par une pluviométrie annuelle de 1 000 à 1 200 mm.
Pour la période 1971-2000, la température annuelle moyenne est de 11,6 °C, avec une amplitude thermique annuelle de 14,2 °C. Le cumul annuel moyen de précipitations est de 1 056 mm, avec 9,8 jours de précipitations en janvier et 7,1 jours en juillet. Pour la période 1991-2020, la température moyenne annuelle observée sur la station météorologique la plus proche, située sur la commune de La Bastide-de-Sérou à 6 km à vol d'oiseau, est de 11,9 °C et le cumul annuel moyen de précipitations est de 1 091,0 mm,. Pour l'avenir, les paramètres climatiques de la commune estimés pour 2050 selon différents scénarios d'émission de gaz à effet de serre sont consultables sur un site dédié publié par Météo-France en novembre 2022.

### Milieux naturels et biodiversité

#### Espaces protégés
La protection réglementaire est le mode d’intervention le plus fort pour préserver des espaces naturels remarquables et leur biodiversité associée,.
La commune fait partie du parc naturel régional des Pyrénées ariégeoises, créé en 2009 et d'une superficie de 245 973 ha, qui s'étend sur 138 communes du département. Ce territoire unit les plus hauts sommets aux frontières de l’Andorre et de l’Espagne (la Pique d’Estats, le Mont Valier, etc) et les plus hautes vallées des avants-monts, jusqu’aux plissements du Plantaurel.

#### Zones naturelles d'intérêt écologique, faunistique et floristique

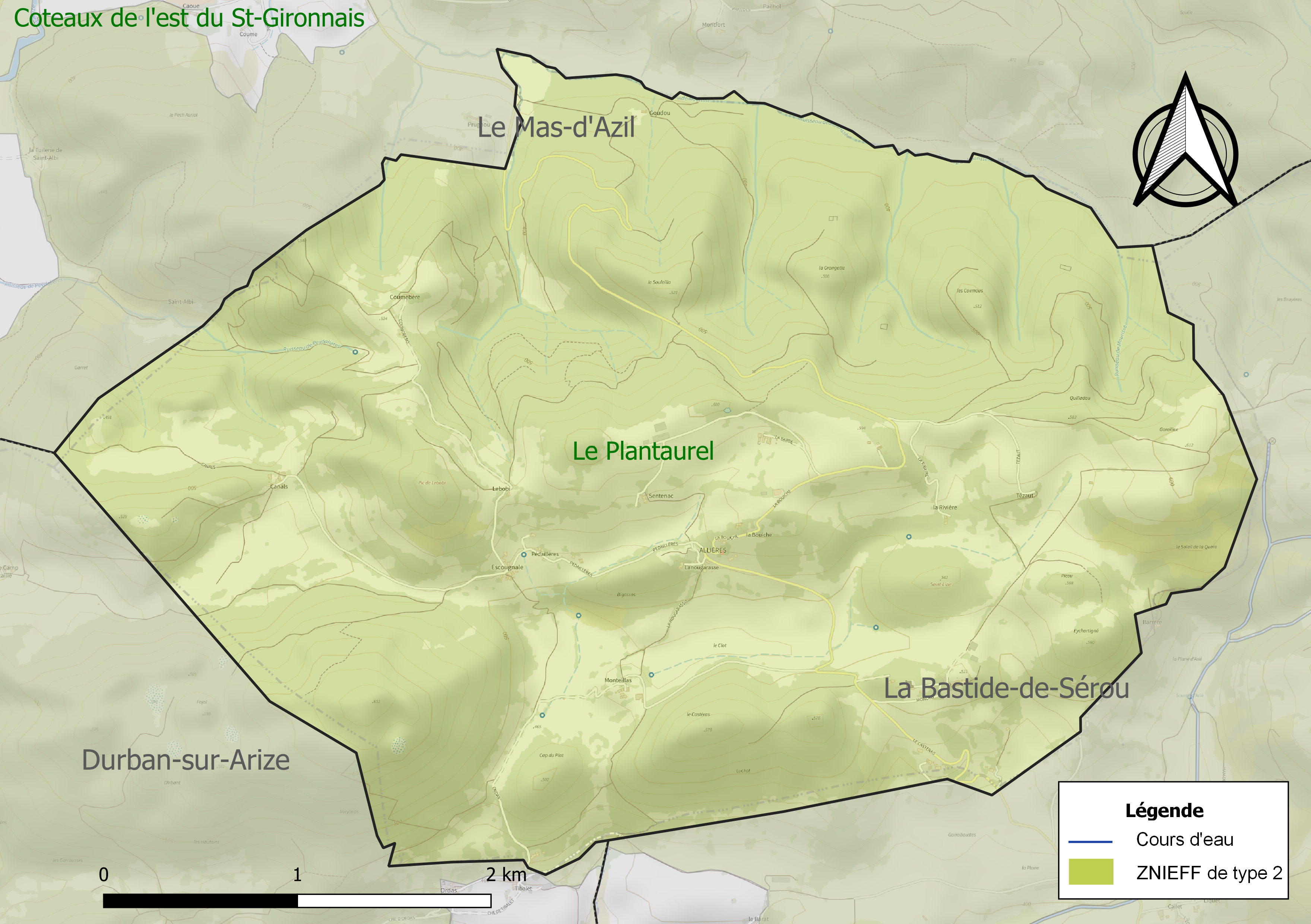
Carte de la ZNIEFF de type 2 localisée sur la commune.

L’inventaire des zones naturelles d'intérêt écologique, faunistique et floristique (ZNIEFF) a pour objectif de réaliser une couverture des zones les plus intéressantes sur le plan écologique, essentiellement dans la perspective d’améliorer la connaissance du patrimoine naturel national et de fournir aux différents décideurs un outil d’aide à la prise en compte de l’environnement dans l’aménagement du territoire.
Une ZNIEFF de type 1 est recensée sur la commune :
« le Plantaurel : du Mas d'Azil à l'Ariège » (15 850 ha), couvrant 26 communes du département et une ZNIEFF de type 2, : 
« le Plantaurel » (42 116 ha), couvrant 72 communes dont 68 dans l'Ariège, 2 dans l'Aude et 2 dans la Haute-Garonne.

## Urbanisme

### Typologie
Au 1er janvier 2024, Allières est catégorisée commune rurale à habitat très dispersé, selon la nouvelle grille communale de densité à 7 niveaux définie par l'Insee en 2022.
Elle est située hors unité urbaine et hors attraction des villes,.

### Occupation des sols

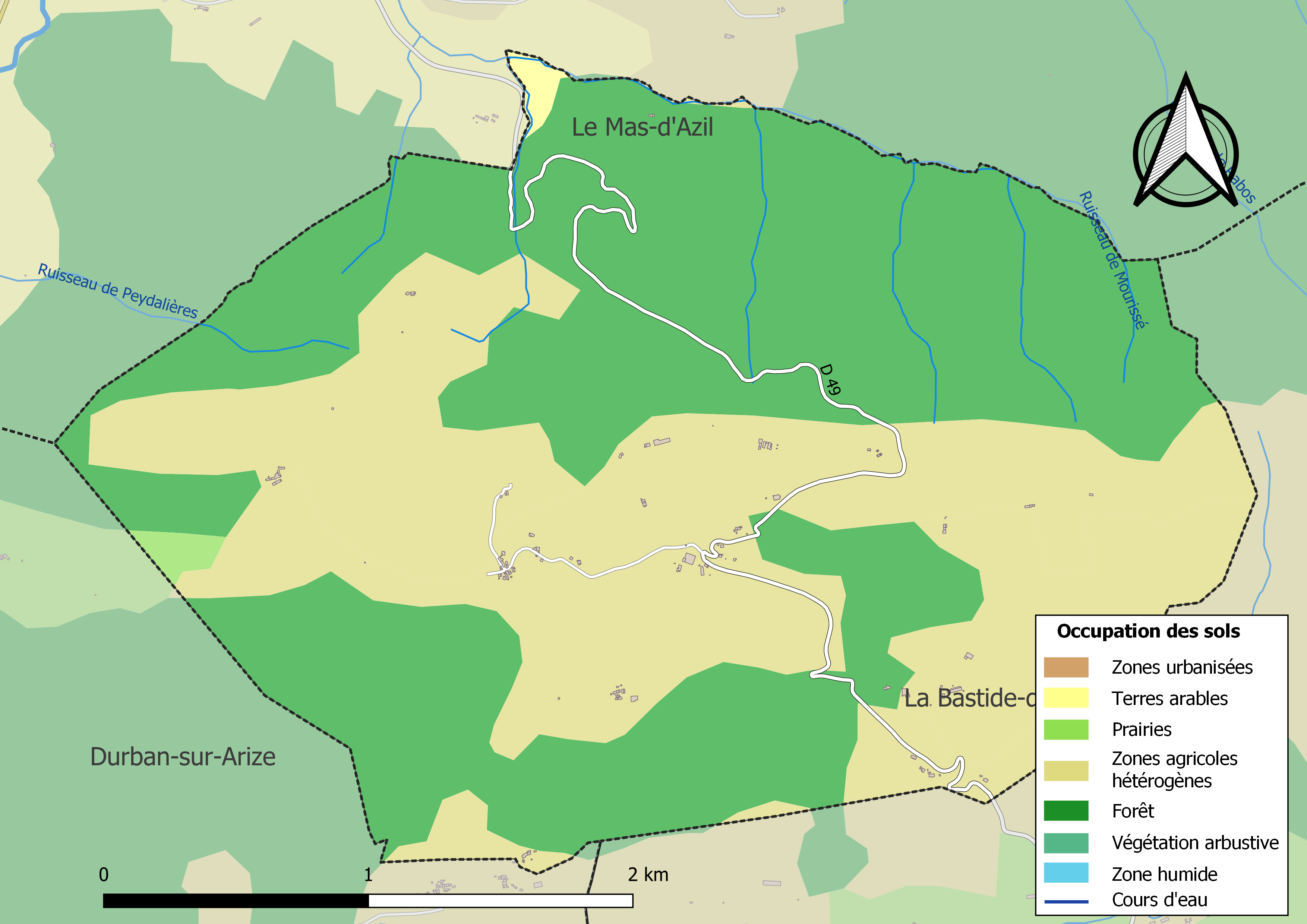
Carte des infrastructures et de l'occupation des sols de la commune en 2018 (CLC).

L'occupation des sols de la commune, telle qu'elle ressort de la base de données européenne d’occupation biophysique des sols Corine Land Cover (CLC), est marquée par l'importance des forêts et milieux semi-naturels (55,1 % en 2018), une proportion identique à celle de 1990 (55,1 %). La répartition détaillée en 2018 est la suivante : 
forêts (55,1 %), zones agricoles hétérogènes (44 %), prairies (0,5 %), terres arables (0,4 %). L'évolution de l’occupation des sols de la commune et de ses infrastructures peut être observée sur les différentes représentations cartographiques du territoire : la carte de Cassini (XVIIIe siècle), la carte d'état-major (1820-1866) et les cartes ou photos aériennes de l'IGN pour la période actuelle (1950 à aujourd'hui).

### Habitat et logement
En 2018, le nombre total de logements dans la commune était de 45, alors qu'il était de 48 en 2013 et de 37 en 2008.
Parmi ces logements, 68 % étaient des résidences principales, 26,6 % des résidences secondaires et 5,3 % des logements vacants. Ces logements étaient pour 91,2 % d'entre eux des maisons individuelles et pour 8,8 % des appartements.
Le tableau ci-dessous présente la typologie des logements à Allières en 2018 en comparaison avec celle de l'Ariège et de la France entière. Une caractéristique marquante du parc de logements est ainsi une proportion de résidences secondaires et logements occasionnels (26,6 %) supérieure à celle du département (24,6 %) et à celle de la France entière (9,7 %). Concernant le statut d'occupation de ces logements, 61,3 % des habitants de la commune sont propriétaires de leur logement (65,6 % en 2013), contre 66,3 % pour l'Ariège et 57,5 % pour la France entière.
| Typologie                                               | Allières | Ariège | France entière |
| ------------------------------------------------------- | -------- | ------ | -------------- |
| Résidences principales (en %)                           | 68       | 65,7   | 82,1           |
| Résidences secondaires et logements occasionnels (en %) | 26,6     | 24,6   | 9,7            |
| Logements vacants (en %)                                | 5,3      | 9,7    | 8,2            |

### Risques majeurs

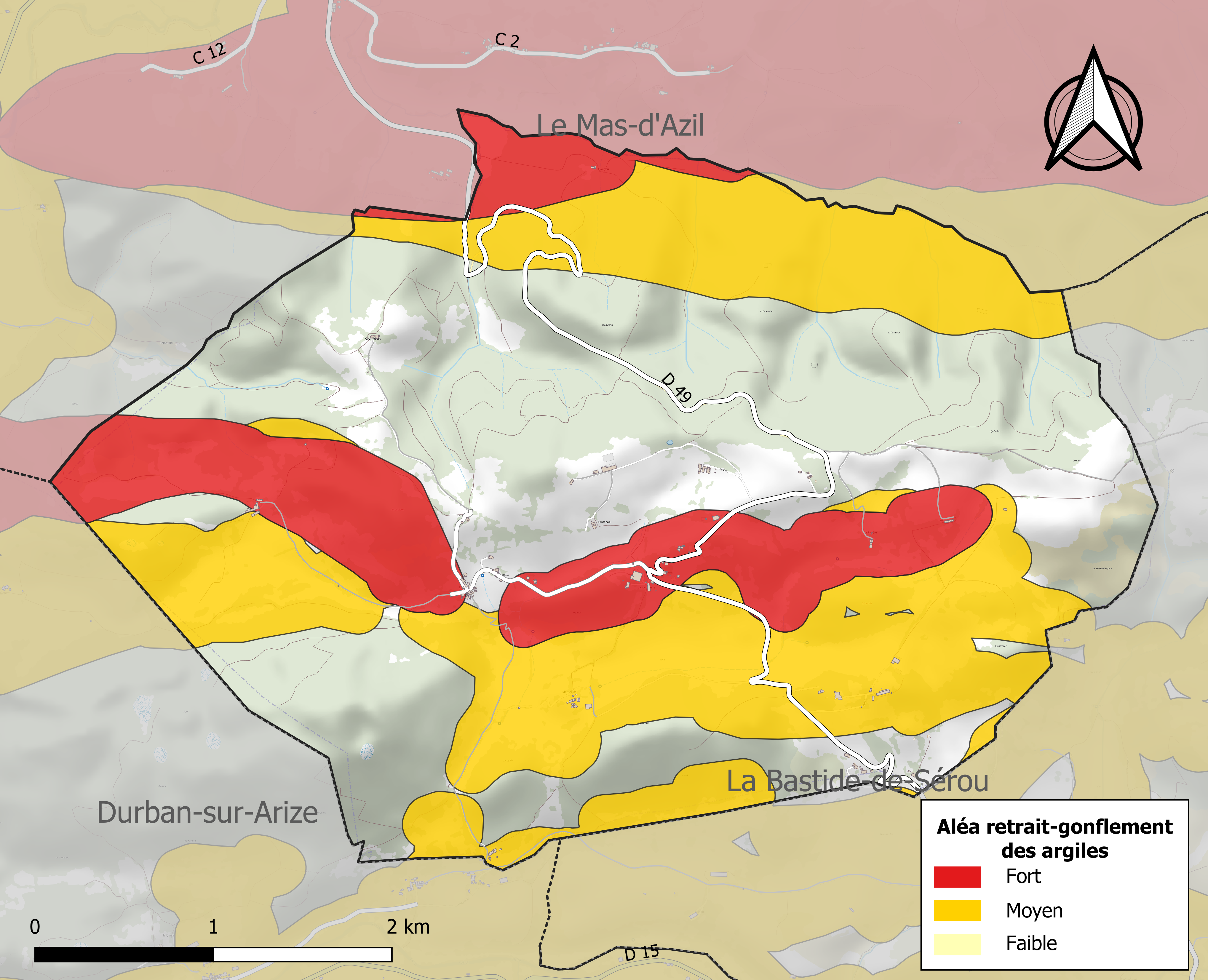
Zonage de l'aléa retrait-gonflement des argiles sur la commune d'Allières.

Le territoire de la commune d'Allières est vulnérable à différents aléas naturels : inondations, climatiques (grand froid ou canicule), feux de forêts, mouvements de terrains et séisme (sismicité modérée)
,.
Certaines parties du territoire communal sont susceptibles d’être affectées par le risque d’inondation par crue torrentielle d'un cours d'eau, ou ruissellement d'un versant.
Les mouvements de terrains susceptibles de se produire sur la commune sont soit des chutes de blocs, soit des glissements de terrains, soit des effondrements liés à des cavités souterraines, soit des mouvements liés au retrait-gonflement des argiles. Près de 50 % de la superficie de l’Ariège est concernée par l'aléa retrait-gonflement des argiles, dont la commune d'Allières. L'inventaire national des cavités souterraines permet par ailleurs de localiser celles situées sur la commune.

## Histoire
Des mines de bauxite y furent exploitées au lieudit de Casteras dès 1907.

## Politique et administration

### Découpage territorial
La commune d'Allières est membre de la communauté de communes Couserans-Pyrénées, un établissement public de coopération intercommunale (EPCI) à fiscalité propre créé le 18 novembre 2016 dont le siège est à Saint-Lizier. Ce dernier est par ailleurs membre d'autres groupements intercommunaux.
Sur le plan administratif, elle est rattachée à l'arrondissement de Saint-Girons, au département de l'Ariège, en tant que circonscription administrative de l'État, et à la région Occitanie.
Sur le plan électoral, elle dépend du canton du Couserans Est pour l'élection des conseillers départementaux, depuis le redécoupage cantonal de 2014 entré en vigueur en 2015, et de la première circonscription de l'Ariège  pour les élections législatives, depuis le redécoupage électoral de 1986.

### Liste des maires
| Période                                  | Période  | Identité    | Étiquette | Qualité |
| ---------------------------------------- | -------- | ----------- | --------- | ------- |
| mars 2001                                | En cours | Denis Puech | PG        | Cadre   |
| Les données manquantes sont à compléter. |          |             |           |         |

## Démographie
| 1793 | 1800 | 1806 | 1821 | 1831 | 1836 | 1841 | 1846 | 1851 |
| ---- | ---- | ---- | ---- | ---- | ---- | ---- | ---- | ---- |
| 254  | 266  | 282  | 297  | 289  | 293  | 298  | 302  | 294  |

| 1856 | 1861 | 1866 | 1872 | 1876 | 1881 | 1886 | 1891 | 1896 |
| ---- | ---- | ---- | ---- | ---- | ---- | ---- | ---- | ---- |
| 276  | 283  | 274  | 299  | 303  | 308  | 298  | 284  | 262  |

| 1901 | 1906 | 1911 | 1921 | 1926 | 1931 | 1936 | 1946 | 1954 |
| ---- | ---- | ---- | ---- | ---- | ---- | ---- | ---- | ---- |
| 231  | 205  | 184  | 138  | 123  | 115  | 94   | 87   | 90   |

| 1962 | 1968 | 1975 | 1982 | 1990 | 1999 | 2005 | 2006 | 2010 |
| ---- | ---- | ---- | ---- | ---- | ---- | ---- | ---- | ---- |
| 87   | 55   | 45   | 40   | 57   | 65   | 68   | 66   | 61   |

| 2015 | 2020 | 2022 | - | - | - | - | - | - |
| ---- | ---- | ---- | - | - | - | - | - | - |
| 71   | 73   | 75   | - | - | - | - | - | - |

## Économie

### Emploi
| Division       | 2008  | 2013   | 2018   |
| -------------- | ----- | ------ | ------ |
| Commune        | 2,4 % | 4,8 %  | 10,8 % |
| Département    | 8,9 % | 11,1 % | 11,2 % |
| France entière | 8,3 % | 10 %   | 10 %   |

En 2018, la population âgée de 15 à 64 ans s'élève à 36 personnes, parmi lesquelles on compte 75,7 % d'actifs (64,9 % ayant un emploi et 10,8 % de chômeurs) et 24,3 % d'inactifs,. En  2018, le taux de chômage communal (au sens du recensement) des 15-64 ans est inférieur à celui du département, mais supérieur à celui de la France, alors qu'en 2008 il était inférieur à celui de la France.
La commune est hors attraction des villes,. Elle compte 9 emplois en 2018, contre 18 en 2013 et 13 en 2008. Le nombre d'actifs ayant un emploi résidant dans la commune est de 25, soit un indicateur de concentration d'emploi de 36 % et un taux d'activité parmi les 15 ans ou plus de 52,7 %.
Sur ces 25 actifs de 15 ans ou plus ayant un emploi, 8 travaillent dans la commune, soit 32 % des habitants. Pour se rendre au travail, 80 % des habitants utilisent un véhicule personnel ou de fonction à quatre roues et 20 % n'ont pas besoin de transport (travail au domicile).

### Activités hors agriculture
7 établissements sont implantés  à Allières au 31 décembre 2019.
Le secteur de l'industrie manufacturière, des industries extractives et autres est prépondérant sur la commune puisqu'il représente 42,9 % du nombre total d'établissements de la commune (3 sur les 7 entreprises implantées  à Allières), contre 12,9 % au niveau départemental.

### Agriculture
|                                   | 1988 | 2000 | 2010 |
| --------------------------------- | ---- | ---- | ---- |
| Exploitations                     | 7    | 7    | 7    |
| Superficie agricole utilisée (ha) | 309  | 327  | 332  |

La commune fait partie de la petite région agricole dénommée « Région sous-pyrénéenne ». En 2010, l'orientation technico-économique de l'agriculture  sur la commune est l'élevage d'herbivores hors bovins, caprins et porcins. Sept exploitations agricoles ayant leur siège dans la commune sont dénombrées lors du recensement agricole de 2010 (sept en 1988). La superficie agricole utilisée est de 332 ha.

## Culture locale et patrimoine

### Lieux et monuments
- Église Saint-Roch (reconstruction à partir de 1874) avec chapelle annexe dédiée à la famille Falentin de Saintenac.

### Personnalités liées à la commune
- Jean Baptiste César Falentin de Saintenac, seigneur d’Allières (1757-1831) : président du conseil général de l’Ariège, maire de Pamiers ; député de l’Ariège (élu 2 fois à partir de 1821) ; il avait assisté à l’assemblée de la noblesse tenue à Pamiers en 1789 ; ses fils et petit-fils seront élus députés.

## Pour approfondir